# آواگ هایراپتیان
آواگ هایراپتیان (ارمنی: Ավագ Հայրապետեան؛ انگلیسی: Avag Hairapetian؛ زاده ۱۹۲۶) نقاش ارمنی‌تبار اهل ایران است. هایراپتیان از سال ۱۹۸۰ (۱۳۵۸) ساکن ایالات متحده آمریکا گردیده است.

## زندگی‌نامه
آواک هایراپتیان در سال ۱۹۲۶ (۱۳۰۵) در شهر تبریز به دنیا آمد. از سال ۱۹۴۱ (۱۳۲۰) به مدت ده سال نزد شاعر و نقاش مشهور مارکار قرابگیان (ملقب به دو) به تحصیل نقاشی پرداخت و در سال ۱۹۵۱ (۱۳۳۰) راهی اروپا گشت. آواک هایراپتیان در شروع کار نقاشی رئالیست بود، در اروپا مجذوب امپرسیونیسم گردید و پس از موفقیت نمایشگاه نقاشی‌هایش به زادگاهش بازگشت و با تأسیس کارگاه شخصی خویش خود را وقف این هنر نمود. آواک هایراپتیان تابلوهای بسیاری از طبیعت ایران و روستانشینان دارد. تابلوی کوچ وی که نمایانگر کوچ ایل بختیاری است در نگارخانه ملی ارمنستان نگهداری می‌گردد.